# Église Saint-Jean-Baptiste de Saint-Jean-Lachalm
Pour les articles homonymes, voir Église Saint-Jean-Baptiste.
L'église Saint-Jean-Baptiste est une église catholique située à Saint-Jean-Lachalm, en France.

## Localisation
L'église est située dans le département français de la Haute-Loire, sur la commune de Saint-Jean-Lachalm.

## Historique
L'édifice est classé au titre des monuments historiques en 1908.

## Galerie de photos

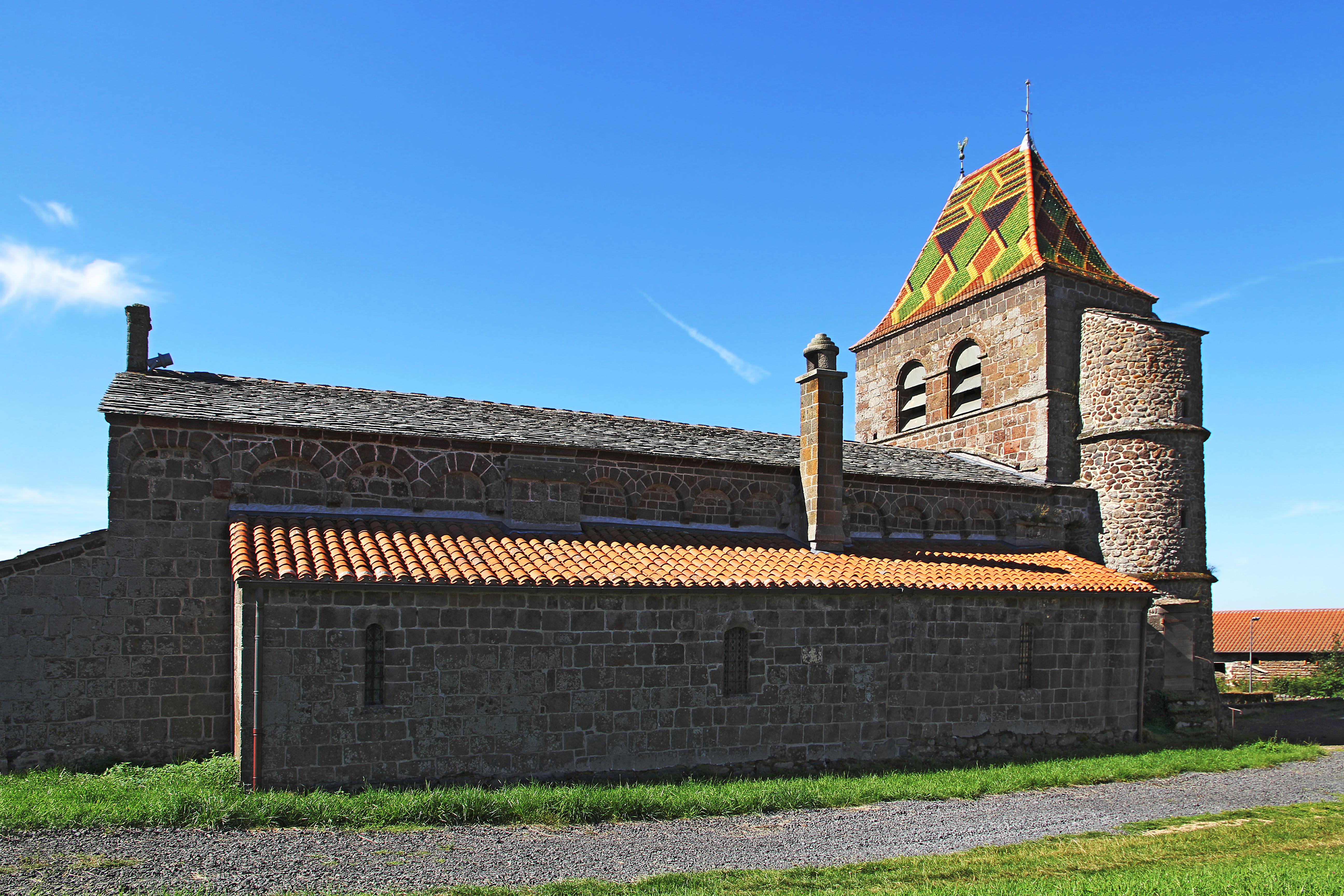
Côté nord.
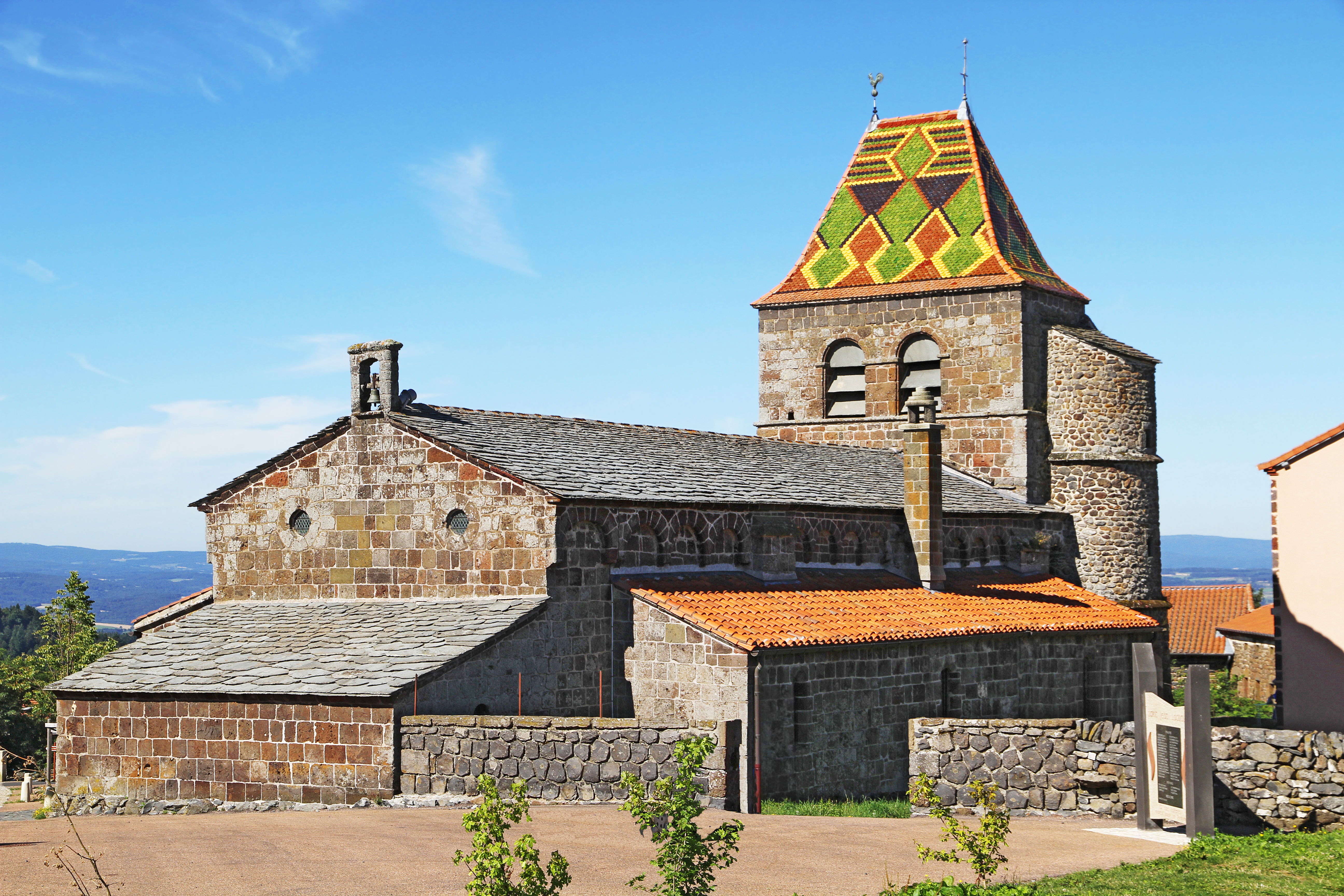
Vue depuis la route principale du village.